# Glen Dale
Cet article possède des paronymes, voir Glendale et Glenn Dale.
Glen Dale est une ville américaine située dans le comté de Marshall en Virginie-Occidentale.

## Toponymie
La ville s'est d'abord appelée Upper Flats puis Gravel Bottom. Durant la guerre de Sécession, elle prend le nom de Hells Half Acre. Elle redevient Gravel Bottom en 1876 et adopte le toponyme Glendale en 1890. Glendale provient du nom de la ferme d'une famille locale.

## Personnalités liées à Glen Dale
- Shelley Moore Capito, sénatrice des États-Unis, née en 1953 à Glen Dale ;
- Brad Paisley, chanteur de musique country, né en 1972 à Glen Dale.